# Czechosłowacka Formuła 3 Sezon 1965
Sezon 1965 Czechosłowackiej Formuły 3 – drugi sezon Czechosłowackiej Formuły 3. Mistrzem kierowców został Vladimír Hubáček (Melkus).

## Kalendarz wyścigów
Źródło: formula2.net
| Runda | Data           | Tor       | Pole position | Najszybsze okrążenie | Zwycięzca (kierowcy) | Zwycięzca (zespoły) |
| ----- | -------------- | --------- | ------------- | -------------------- | -------------------- | ------------------- |
| 1     | 1 maja         | Brno      | ?             | ?                    | Vladimír Hubáček     | Dukla Praha         |
| 2     | 9 maja         | Most      | ?             | ?                    | Václav Bobek         | AZNP Mladá Boleslav |
| 3     | 5 września     | Štramberk | ?             | ?                    | Vladimír Valenta     | Mustang Racing      |
| 4     | 3 października | Praga     | ?             | ?                    | Heinz Melkus         | MC Post Dresden     |